# Vida (álbum de Santiago Feliú)
Vida es el primer disco del cantautor cubano Santiago Feliú lanzado en 1986 con arreglos de Oriente López (de Afrocuba) y Pablo Menéndez. El álbum también fue editado en Uruguay ese mismo año por el sello Orfeo.

## Lista de canciones
1. Ayer y Hoy Enamorado
2. Amigo Dibujo
3. Batallas Sobre Mí
4. Palomas por la Vida
5. Carta y Suerte de Tener a Gunila
6. Para Bárbara
7. Vida
8. Cuando en tu Afán de Amanecer
9. Sólo Arcoiris
10. De Cualquier Modo